# 维扬食品集团
维扬食品集团（Vion Food Group）是一家总部在荷兰埃因霍温的肉品加工和食品生产企业，主要生产食品和食材。按生产的肉品总量计，维扬是欧洲最大的肉品加工企业。